# The Battle of Chili Con Carne
The Battle of Chili Con Carne è un cortometraggio muto del 1916 diretto da Louis Chaudet.

## Produzione
Il film fu prodotto dalla Nestor Film Company.

## Distribuzione
Distribuito dall'Universal Film Manufacturing Company, il film - un cortometraggio di una bobina - uscì nelle sale cinematografiche USA il 14 agosto 1916.